# Thomas Grünewald (Historiker)
Thomas Grünewald (* 18. September 1959 in Merzig) ist ein deutscher Althistoriker und Wissenschaftsmanager. Er ist Mitglied der SPD und war von Oktober 2014 bis Juni 2017 Staatssekretär im Ministerium für Innovation, Wissenschaft und Forschung des Landes Nordrhein-Westfalen. Seit März 2020 ist er Präsident der Hochschule Niederrhein.

## Leben
Grünewald studierte ab 1980 an der Universität Trier die Fächer Geschichte und Politikwissenschaft und schloss das Studium 1986 mit dem 1. Staatsexamen in Lehramt Sekundarstufe I/II mit Auszeichnung ab. Von 1988 bis 2001 war er wissenschaftlicher Mitarbeiter/Akademischer Rat an der Universität Duisburg (später Universität Duisburg-Essen). 1989 wurde er dort mit dem Thema Constantinus Maximus Augustus: Herrschaftspropaganda in der zeitgenössischen Überlieferung promoviert. Grünewald habilitierte sich ebenfalls in Duisburg 1998 für Alte Geschichte und wurde Privatdozent.
2001 ging er als Referent für Hochschulpolitik und Hochschulplanung in das nordrhein-westfälische Wissenschaftsministerium und war dort von 2002 bis 2004 persönlicher Referent der damaligen Ministerinnen Gabriele Behler und Hannelore Kraft, anschließend von 2004 bis 2007 Referatsleiter für Strategische Aufgabenplanung und Qualitätssicherung. Ab 2007 war Grünewald hauptamtlicher Vizepräsident an der Universität Potsdam. Nachdem die Präsidentin der Universität, Sabine Kunst, zur brandenburgischen Wissenschaftsministerin vereidigt wurde, rückte Grünewald am 23. Februar 2011 geschäftsführend an ihre Stelle. Diese Funktion hatte er bis zum 31. Dezember 2011 inne. Zum 1. Mai 2012 wurde er von der Wissenschaftsministerin Sabine Kunst als Beauftragter für die Hochschulregion Lausitz eingesetzt. In dieser Funktion bereitete er die Neugründung einer Technischen Universität in der Lausitz aus dem Zusammenschluss der Brandenburgischen Technischen Universität Cottbus und der Hochschule Lausitz bis zur Einbringung des entsprechenden Gesetzentwurfs in den Landtag Brandenburg vor. Zum 1. November 2012 berief NRW-Wissenschaftsministerin Svenja Schulze Grünewald zum Leiter der Abteilung Hochschulrecht – EU- und Internationale Angelegenheiten – Institutionelle Forschungsförderung ins Ministerium für Innovation, Wissenschaft und Forschung des Landes Nordrhein-Westfalen, und vom 1. Oktober 2014 bis zum 30. Juni 2017 war er dort Staatssekretär. In diesem Zeitraum war er auch Mitglied im Rat für Informationsinfrastrukturen.
Am 18. Juli 2019 wählte ihn die Hochschule Niederrhein zu ihrem Präsidenten. Grünewald tritt die Nachfolge von Hans-Hennig von Grünberg zum 1. März 2020 an.

## Schriften
- Constantinus Maximus Augustus. Herrschaftspropaganda in der zeitgenössischen Überlieferung. Steiner, Stuttgart 1990, ISBN 3-515-05568-1 (Dissertation).
- Räuber, Rebellen, Rivalen, Rächer: Studien zu Latrones im römischen Reich. Steiner, Stuttgart 1999, ISBN 3-515-07489-9 (Habilitationsschrift).
- (Hrsg.) Germania inferior: Besiedlung, Gesellschaft und Wirtschaft an der Grenze der römisch-germanischen Welt. De Gruyter, New York, Berlin 2001, ISBN 3-11-016969-X.
- (Hrsg.) Kontinuität und Diskontinuität: Germania inferior am Beginn und am Ende der römischen Herrschaft. De Gruyter, New York, Berlin 2002, ISBN 3-11-017688-2.
- Bandits in the Roman Empire: Myth and Reality. Routledge, London 2004, ISBN 0-415-32744-X.